# Marie Le Nepvou
Marie Le Nepvou, née le 25 janvier 1985 à Saint-Brieuc, est une rameuse d'aviron française.

## Palmarès

### Championnats du monde
- 2004 à Banyoles
  -  Médaille d'or en quatre sans barreur

### Championnats du monde d'aviron de mer
- 2008 à San Remo
  -  Médaille d'or en solo